# Александар Златковић
Александар Златковић (Пожаревац, 26. август 1890 – Београд, 4. децембар 1956) био је српски глумац.

## Биографија
Завршио је два разреда гимназије у Београду, где је потом радио као књижарски шегрт, а био је и трговачки помоћник у Панчеву.
Глумачку каријеру је започео 1907. године наступајући у скечевима и певачким нумерама на импровизованим позорницама по селима и градовима Војводине, у друштву једног до два путујућа глумца, дакле, са члановима ансамбла Српског народног позоришта које је у том периоду било остало без своје зграде, Дунђерсковог позоришта. Потом је био члан трупа Фотије Иличић и Михаила Лазића-Стрица.
Као статиста, певач у хору и тумач мањих улога, ангажован је 1909. у Народном Позоришту у Београду. Био је ђак Глумачке школе од 1909. до 1910. године при Народном позоришту у време када је његов управник био Милан Грол. У овој кући је наступао до Првог светског рата.
Рат је провео у избеглиштву, као глумац Српског војничког логорског позоришта  у Лазуазу (Тунис) 1917/18.
После рата од 1919. до 1920. године боравио је шест месеци на позоришним студијама у Паризу, а затим поново ступио у Народно позориште у Београду, где је глумио до пензионисања 1951.
Између два рата остварио је велик број карактерних, комичних и психолошки комплексних улога у домаћем и страном репертоару. Тумачио је младе људе у Нушићевим комедијама, смешне ликове у домаћим комадима, комичне љубавнике и мужеве у француској салонској комедији, патолошке типове и трагичне ликове.

## Глумачке карактеристике
Један је од најеминентнијих српских карактерних глумаца свога времена, мајстор типизације, сценске трансформације и маске, био је узор глумачке савесности и сценске методичности. Био је мајстор трансформације глумачког израза.

## Улоге
У деценији после Првог светског рата гостовао је на многим југословенским сценама, најчешће као: Кнез Силвани - Фаун, Едуард Кноблаух. Његове остале улоге су:
Шамика - Вечити Младожења, Јаков Игњатовић, Александар Илић
Луда - Краљ Лир, Вилијам Шекспир
Лембах - У агонији, Мирослав Крлежа
Фигаро - Фигарова женидба, Пјер-Огистен Карон де Бомарше
Топаз, Марсел Пањол
Молијер, Михаил Булгаков
Пуба - Господа Глембајеви, Мирослав Крлежа
Пера Каленић - Госпођа министарка, Бранислав Нушић и др.